# Alex nephodes
Alex nephodes là một loài bướm đêm trong họ Geometridae.